# Уриам Тамуэра Иотэба
Уриам Тамуэра Иотэба (1910, Тамана, Острова Гилберта — 1988) — политик и композитор республики Кирибати, автор слов и музыки государственного гимна Кирибати.
Гимн Кирибати «Встань, Кирибати» («Teirake Kaini Kiribati») был официально утверждён после обретения независимости республикой от Великобритании в 1979 году.
Родился на одном из моту атолла Тамана.
В колониальные времена был членом парламента островов Гилберта и островов Эллис, представителем островов на международной арене.
Награждён Орденом Британской империи.